# 比華倫體育會
比華倫體育會（荷蘭語：Sportkring Beveren）是比利時的一家足球俱樂部。主場位於貝弗倫。球隊參加比利時挑戰者職業聯賽的賽事。2002年前稱為紅星體育會，後來改名為華斯蘭紅星。2010年與比華倫合併成華斯蘭比華倫。2022年改名為比華倫體育會。

## 外部連結
- Official website （页面存档备份，存于）